# RSCA-Rugby
Pour les articles homonymes, voir Anderlecht (homonymie).
 (septembre 2023).
Si vous disposez d'ouvrages ou d'articles de référence ou si vous connaissez des sites web de qualité traitant du thème abordé ici, merci de compléter l'article en donnant les références utiles à sa vérifiabilité et en les liant à la section « Notes et références ».
Maillots
Actualités
Le Royal Sporting Club d'Anderlecht (appelé aussi Sporting d'Anderlecht ou RSCA) est un club omnisports belge dont la section rugby à XV fut fondée le 24 mars 1935. Le club de rugby existait lui depuis le 21 septembre 1931 sous le nom de Willam Ellis (de 1931 à 1933) et Brussels (de 1933 à 1935).

## Histoire
Le club fut fondé, le 21 septembre 1931, par des joueurs du Rugby Club Français (un des 3 clubs existants alors avec l'Antwerp British et le Brussels British, les deux clubs britanniques) peu avant la création, le 24 novembre 1931, de la fédération dont il est un des quatre membres fondateurs. Il est le doyen des clubs belges et le plus titré. Il évolue à Neerpede, un des quartiers d'Anderlecht situés dans le Payottenland, à l'ouest de l'agglomération bruxelloise. Dès sa fondation, nous retrouvons les D’Hooghe, Radelet et Deleau qui seront de grands dirigeants du club anderlechtois qui deviendra, le 24 mars 1935, la section rugby du Royal Sporting Club Anderlechtois mais aussi de la fédération. 
Au niveau belge, le Sporting d'Anderlecht a été sacré 20 fois champion de Belgique, 10 fois vice-champion de Belgique et a remporté trois fois la Coupe de l'Effort. Le club a également remporté cinq fois le championnat français du Nord où les équipes belges participent de 1946 à 1963.
Le club évolue actuellement en Division 2.

## Palmarès
| Compétitions nationales (vétérans) |
| Coupe de Belgique vétérans (4) - Champion en 2000-01, en 2002-03, en 2018-19 et en 2022-23 - Finaliste (2) en 2017-18 et en 2019-20 |
| Compétitions nationales (seniors) |
| Championnat de Belgique (20) - Champion en 1939, 1946, 1947, 1948, 1949, 1950, 1951, 1952, 1953, 1954, 1955, 1956, 1958, 1959, 1964, 1966, 1970, 1971, 1972 et en 1974. - Vice-champion (10) en 1957, 1960, 1961, 1962, 1965, 1967, 1968, 1969, 1975 et en 1976 Championnat de Belgique de 2e division (4) - Champion en 1988, 2003, 2005 et en 2007 - Vice-champion (3) en 1985, 2010 et en 2011 Championnat de Belgique réserves de 2e division (1) - Champion en 2005. - Vice-champion (3) en 2012, 2015 et en 2017 Coupe de Belgique (0) - Finaliste (2) en 1976 et en 1988 Coupe de l'Effort (5) - Vainqueur en 1971, 1979, 2003, 2014 et en 2024 - Finaliste en 2009 |
| Compétitions nationales (féminines) |
| Championnat de Belgique féminines de 2e division (0) - Vice-champion en 2011 (D2A)(RSCA/Nivelles) |
| Compétitions nationales (jeunes) |
| Championnat de Belgique juniors de 1re division (0) - Vice-champion en 1997 (RSCA/ROC) Championnat de Belgique juniors de 2e division (0) - Vice-champion en 2003 Championnat de Belgique cadets de 1re division (0) - Demi-finaliste en 1993 (RSCA/ROC), en 1994 (RSCA/ROC) et en 1995 (RSCA/ROC) Championnat de Belgique cadets de 2e division (2) - Champion en 2002 et en 2018 (D2B) Championnat de Belgique minimes de 1re division (2) - Champion en 1997 (RSCA/ROC) et en 1998 (RSCA/ROC) - Vice-champion en 1999 (RSCA/BUC) |
| Compétitions internationales (seniors) |
| Championnat du nord de la France (5) - Champion en 1948, 1949, 1952, 1958 et en 1962 |
| Compétitions internationales (vétérans) |
| Flanders Open Rugby (0) - Finaliste (1) en 2019-20 |

## Évolution
| - 1936-37: D1 (Belgique) - 1937-38: D1 (Belgique) - 1938-39: D1 (Belgique) - 1946-47: D1 (Nord de la France) - 1947-48: D1 (Nord de la France) - 1948-49: D1 (Nord de la France) - 1949-50: D1 (Nord de la France) - 1950-51: D1 (Nord de la France) - 1951-52: D1 (Nord de la France) - 1952-53: D1 (Nord de la France) - 1953-54: D1 (Nord de la France) - 1954-55: D1 (Nord de la France) - 1956-57: D1 (Nord de la France) - 1957-58: D1 (Nord de la France) - 1958-59: D1 (Nord de la France) - 1959-60: D1 (Belgique) et D1 (Nord de la France) - 1960-61: D1 (Belgique) et D1 (Nord de la France) - 1961-62: D1 (Belgique) et D1 (Nord de la France) - 1962-63: D1 (Belgique) et D1 (Nord de la France) - 1963-64: D1 (Belgique) - 1964-65: D1 (Belgique) - 1965-66: D1 (Belgique) - 1966-67: D1 (Belgique) - 1967-68: D1 (Belgique) - 1968-69: D1 (Belgique) - 1969-70: D1 (Belgique) - 1970-71: D1 (Belgique) - 1971-72: D1 (Belgique) - 1972-73: D1 (Belgique) - 1973-74: D1 (Belgique) - 1974-75: D1 (Belgique) - 1975-76: D1 (Belgique) | - 1976-77: D1 (Belgique) - 1977-78: D1 (Belgique) - 1978-79: D1 (Belgique) - 1979-80: D1 (Belgique) - 1980-81: D1 (Belgique) - 1981-82: D1 (Belgique) - 1982-83: D1 (Belgique) - 1983-84: D2 (Belgique) - 1984-85: D2 (Belgique) - 1985-86: D1 (Belgique) - 1986-87: D2 (Belgique) - 1987-88: D2 (Belgique) - 1988-89: D1 (Belgique) - 1989-90: D2 (Belgique) - 1990-91: D3 (Belgique) - 1991-92: D3 (Belgique) - 1992-93: D3 (Belgique) - 1993-94: D3 (Belgique) - 1994-95: D3 (Belgique) - 1995-96: D2 (Belgique) - 1996-97: D3 (Belgique) - 1997-98: D2 (Belgique) - 1998-99: D2 (Belgique) - 1999-00: D2 (Belgique) - 2000-01: D2 (Belgique) - 2001-02: D2 (Belgique) - 2002-03: D2 (Belgique) - 2003-04: D1 (Belgique) - 2004-05: D2 (Belgique) - 2005-06: D1 (Belgique) - 2006-07: D2 (Belgique) - 2007-08: D1 (Belgique) | - 2008-09: D2 (Belgique) - 2009-10: D2 (Belgique) - 2010-11: D2 (Belgique) - 2011-12: D2 (Belgique) - 2012-13: D2 (Belgique) - 2013-14: D2 (Belgique) - 2014-15: D2 (Belgique) - 2015-16: D2 (Belgique) - 2016-17: D2 (Belgique) - 2017-18: D2 (Belgique) - 2018-19: D2 (Belgique) - 2019-20: D2 (Belgique) - 2020-21: D2 (Belgique) - 2021-22: D2 (Belgique) - 2022-23: D2 (Belgique) - 2023-24: D2 (Belgique) - 2024-25: D2 (Belgique) - 2025-26: D2 (Belgique) |

## Joueurs emblématiques
- Désiré d'Hooghe
- Jean Rey
- Cyril Nana

## Comités successifs
Depuis 2006, le « comité de direction » (conseil d'administration de l'association sans but lucratif) est élu pour trois années alors qu'avant des élections étaient organisées annuellement. Il comprend obligatoirement un président, un trésorier et un secrétaire.
| Saison    | Président               | Vice-président                  | Trésorier           | Trésorier adjoint | Secrétaire          | Secrétaire adjoint  |
| --------- | ----------------------- | ------------------------------- | ------------------- | ----------------- | ------------------- | ------------------- |
| 1992-1993 | Gruel Gilbert           | -                               | Zivkovic Alexandre  | -                 | Grimonpont Joseph   | Bogaert Olivier     |
| 1993-1994 | Gruel Gilbert           | -                               | Zivkovic Alexandre  | -                 | Grimonpont Joseph   | Bogaert Olivier     |
| 1994-1995 | Van Pestel Christian    | -                               | Dradin Olivier      | -                 | Grimonpont Joseph   | Bogaert Olivier     |
| 1995-1996 | Janssens Pascal         | -                               | Lahy Carine         | -                 | Grimonpont Joseph   | Bogaert Olivier     |
| 1996-1997 | Janssens Pascal         | -                               | Massin Olivier      | -                 | Grimonpont Joseph   | Bogaert Olivier     |
| 1997-1998 | Janssens Pascal         | -                               | Brundseaux Philippe | Aouadi Khalid     | Grimonpont Joseph   | Bogaert Olivier     |
| 1998-1999 | Janssens Pascal         | -                               | Brundseaux Philippe | Aouadi Khalid     | Grimonpont Joseph   | Bogaert Olivier     |
| 1999-2000 | Janssens Pascal         | -                               | Brundseaux Philippe | Aouadi Khalid     | Geerinck Alain      | Bogaert Olivier     |
| 2000-2001 | Janssens Pascal         | -                               | Brundseaux Philippe | Aouadi Khalid     | Geerinck Alain      | Bogaert Olivier     |
| 2001-2002 | Janssens Pascal         | -                               | Brundseaux Philippe | Aouadi Khalid     | Geerinck Alain      | Bogaert Olivier     |
| 2002-2003 | Geerinck Alain          | -                               | Brundseaux Philippe | Aouadi Khalid     | Sulejmani Isnikémal | -                   |
| 2003-2004 | Geerinck Alain          | Lempereur Didier                | Brundseaux Philippe | Aouadi Khalid     | Janssens Sabrina    | Bogaert Olivier     |
| 2004-2005 | Geerinck Alain          | Lempereur Didier                | Brundseaux Philippe | Aouadi Khalid     | Janssens Sabrina    | Bogaert Olivier     |
| 2005-2006 | Geerinck Alain          | Lempereur Didier                | Brundseaux Philippe | Aouadi Khalid     | Janssens Sabrina    | Bogaert Olivier     |
| 2006-2007 | Geerinck Alain          | Lempereur Didier                | Brundseaux Philippe | Aouadi Khalid     | Janssens Sabrina    | Bogaert Olivier     |
| 2007-2008 | Lempereur Didier        | Van Pestel Christian            | Brundseaux Philippe | Aouadi Khalid     | Sulejmani Isnikémal | Bogaert Olivier     |
| 2008-2009 | Lempereur Didier        | Van Pestel Christian            | Brundseaux Philippe | Aouadi Khalid     | Sulejmani Isnikémal | Bogaert Olivier     |
| 2009-2010 | Sulejmani Isnikémal     | -                               | Brundseaux Philippe | Aouadi Khalid     | Hesselmans Muriel   | -                   |
| 2010-2011 | Sulejmani Isnikémal     | -                               | Brundseaux Philippe | Aouadi Khalid     | Hesselmans Muriel   | -                   |
| 2011-2012 | Sulejmani Isnikémal     | -                               | Brundseaux Philippe | Aouadi Khalid     | Hesselmans Muriel   | -                   |
| 2012-2013 | De Gélas Michel         | -                               | Aouadi Khalid       | Kieckens Nicolas  | Delattre Françoise  | Massart Sébastien   |
| 2013-2014 | Esmieu Michel           | Moucheron Marc                  | Aouadi Khalid       | Kieckens Nicolas  | Hesselmans Muriel   | Peeters Pierre      |
| 2014-2015 | Moucheron Marc          | Marcq Francis                   | Aouadi Khalid       | Janssens Lionel   | Hesselmans Muriel   | Paquay Jean-Louis   |
| 2015-2016 | Marcq Francis           | Degand Serge                    | Aouadi Khalid       | Janssens Lionel   | Hesselmans Muriel   | Paquay Jean-Louis   |
| 2016-2017 | Van Pestel Alexandre    | -                               | Obri Thomas         | Janssens Lionel   | Lelion Xavier       | Baeyens Patrick     |
| 2017-2018 | Van Pestel Alexandre    | Aouadi Khalid Hesselmans Muriel | Obri Thomas         | Janssens Lionel   | Lelion Xavier       | Baeyens Patrick     |
| 2018-2019 | Van Pestel Alexandre    | Aouadi Khalid Hesselmans Muriel | Obri Thomas         | Janssens Lionel   | Lelion Xavier       | Baeyens Patrick     |
| 2019-2020 | Van Pestel Alexandre    | Aouadi Khalid Hesselmans Muriel | Obri Thomas         | Janssens Lionel   | Lelion Xavier       | Baeyens Patrick     |
| 2020-2021 | Van Pestel Alexandre    | Aouadi Khalid Hesselmans Muriel | Obri Thomas         | Janssens Lionel   | Lelion Xavier       | Baeyens Patrick     |
| 2021-2022 | Van Pestel Alexandre    | Aouadi Khalid Hesselmans Muriel | Obri Thomas         | Janssens Lionel   | Lelion Xavier       | Baeyens Patrick     |
| 2022-2023 | Schoolmeesters Philippe | -                               | Giet Christophe     | -                 | Leclercq Caroline   | Rawi Imane          |
| 2023-2024 | Schoolmeesters Philippe | -                               | Giet Christophe     | Janssens Lionel   | Leclercq Caroline   | Rawi Imane          |
| 2024-2025 | Garoby Roccu            | Marcq Francis                   | Giet Christophe     | Janssens Lionel   | Leclercq Caroline   | Sulejmani Isnikemal |
| 2025-2026 | Garoby Roccu            | -                               | Nicolas Kieckens    | Thomas Obri       | Sandra De Smedt     | Muriel Hesselmans   |